# ...Ready for It?
«…Ready for It?» — другий сингл шостого студійного альбому американської поп-співачки Тейлор Свіфт — Reputation. В США сингл вийшов 24 жовтня 2017 року. Пісня написана Тейлор Свіфт, Максом Мартіном, Shellback та Алі Паямі; спродюсована Максом Мартіном, Shellback та Алі Паямі.
Сама пісня є електропоп, індастріал-поп і EDM з елементами дэнсхолл і треп. У ній Свіфт виконує реп на тлі синтезаторів, важких басів та запрограмованих ударних. Лірично пісня обертається навколо суб'єкта, якого Свіфт називає «вбивцею», використовуючи голлівудські образи, такі як пограбування банку, робота під прикриттям, викуп та в'язниця.
Сингл посів місця в топах-10 музичних чартів Австралії, Канади, Угорщини, Малайзії, Нової Зеландії, Шотландії, Британії та США. Музичне відео вийшло 26 жовтня 2017 року.

## Історія
Свіфт виклала перший тизер синглу 2 вересня 2017 року на каналі ABC під час передачі Saturday Night Football, коли йшла гра команд американського футболу Флорида Стейт проти Алабами. У той же день співачка повідомила, що це буде перший трек з майбутнього альбому Reputation і підтвердила, що він вийде як промосингл. Сингл став доступним для цифрового звантаження як частина попереднього замовлення на альбом 3 вересня 2017 року.
Пісня виконується в ключі Мі мінор з темпом 80 ударів на хвилину та з вокалом Свіфт у діапазоні від G3 до D5.
Пісня лірично стосується кохання та репутації Свіфт, а також посилається на відносини між Річардом Бартоном та Елізабет Тейлор. Пісня також говорить про сексуальність.

## Музичне відео
Зйомки музичного відео проходили під час сонячного затемнення 21 серпня 2017 року. 23 жовтня 2017 року Свіфт опублікувала тизер відеокліпу пісні. Прем'єра повного музичного відео, зрежисованого Джозефом Каном відбулася 26 жовтня року. У кліпі знаходяться посилання на наукову фантастику та аніме У перший день свого публікування на YouTube відео набрало 20,4 мільйона переглядів.
Станом на березень 2024 року музичне відео набрало 348 мільйонів переглядів.

## Чарти
| Чарт (2017-18)                                    | Місце |
| ------------------------------------------------- | ----- |
| Australian Singles Chart                          | 3     |
| Austrian Singles Chart                            | 26    |
| Canada (Canadian Hot 100)                         | 7     |
| Canada AC (Billboard)                             | 44    |
| Canada CHR/Top 40 (Billboard)                     | 5     |
| Canada Hot AC (Billboard)                         | 12    |
| Croatian Singles Chart (Croatian Radiotelevision) | 51    |
| Czech Republic (Rádio Top 100)                    | 18    |
| Czech Republic (Singles Digitál Top 100)          | 26    |
| France French Singles Chart                       | 164   |
| Germany German Singles Chart                      | 47    |
| Greece Digital Songs (Billboard)                  | 3     |
| Hungary (Single Top 40)                           | 4     |
| Hungary (Stream Top 40)                           | 22    |
| Irish Singles Chart                               | 12    |
| Israel Media Forest                               | 1     |
| Italian Singles Chart                             | 65    |
| Lebanon (Lebanese Top 20)                         | 20    |
| Malaysia (RIM)                                    | 6     |
| Netherlands Single Top 100                        | 76    |
| New Zealand Recorded Music NZ                     | 9     |
| Norway VG-lista                                   | 32    |
| Poland (Polish Airplay Top 100)                   | 46    |
| Portugal (AFP)                                    | 30    |
| Scotland (Official Charts Company)                | 3     |
| Slovakia (Singles Digitál Top 100)                | 25    |
| Spanish Singles Chart                             | 70    |
| Swedish Singles Chart                             | 32    |
| Swiss Singles Chart                               | 41    |
| UK Singles (Official Charts Company)              | 7     |
| US Billboard Hot 100                              | 4     |
| US Adult Contemporary (Billboard)                 | 26    |
| US Adult Top 40 (Billboard)                       | 20    |
| US Dance Club Songs (Billboard)                   | 34    |
| US Mainstream Top 40 (Billboard)                  | 12    |
| US Rhythmic (Billboard)                           | 37    |

## Продажі
| Країна           | Сертифікація (таблиця продажів та сертифікатів) | Продажі    |
| ---------------- | ----------------------------------------------- | ---------- |
| Австралія (ARIA) | Платина                                         | +70,000    |
| Канада (CRIA)    | 2× Платина                                      | +160,000   |
| Швеція (GLF)     | Золото                                          | +20,000    |
| Британія (BPI)   | Срібло                                          | +200,000   |
| США (RIAA)       | Платина                                         | +1,000,000 |

## Історія релізів
| Регіон | Дата           | Формат                        | Тип             | Лейбл       | Виноски |
| ------ | -------------- | ----------------------------- | --------------- | ----------- | ------- |
| Різні  | 3 вересня 2017 | Цифрове завантаження Стримінг | Промо-сингл     | Big Machine | [ 14 ]  |
| США    | 24 жовтня 2017 | Rhythmic contemporary         | Офіційний сингл | Big Machine | [ 15 ]  |